# 10.º Comando Administrativo Aéreo
El 10º. Comando Administrativo Aéreo (Luftgau-Kommando. 10) unidad de la Luftwaffe durante la Segunda Guerra Mundial.

## Historia
Formada el 1 de abril de 1936 en Münster (inicialmente conocido como Comando Administrativo Münster). El 12 de octubre de 1937 es renombrado X Comando Administrativo Aéreo. El 4 de febrero de 1938 es renombrado VI Comando Administrativo Aéreo.

## Comandantes
- Mayor general Johannes Lentzsch – (1 de abril de 1936 – 1 de octubre de 1937)
- Coronel Walter Mußhoff – (1 de octubre de 1937 – 4 de febrero de 1938)

## Base
| 1 de abril de 1936 – 4 de febrero de 1938 | Münster |

## Subordinado
| 1 de abril de 1936 – 12 de octubre de 1937   | IV Comando del Distrito Aéreo |
| 12 de octubre de 1937 – 4 de febrero de 1938 | IV Comando del Distrito Aéreo |